# Чемпионат Европы по футболу 2021 среди юношей до 17 лет
Чемпионат Европы по футболу до 17 лет 2021 года (англ. 2021 UEFA European Under-17 Championship) должен был стать 19-м розыгрышем чемпионата Европы по футболу среди юношей до 17 лет (и 38-м розыгрышем юношеского чемпионата Европы, включая турниры до 16 лет), который планировалось провести на Кипре с мая по июнь 2021 года.
Турнир должен был пройти спустя два года после предыдущего состоявшегося в 2019 году чемпионата Европы, так как турнир 2020 года в Эстонии был отменён из-за пандемии коронавирусной инфекции COVID-19. Однако в декабре 2020 года УЕФА объявил об отмене турнира на Кипре в связи с продолжающейся пандемией COVID-19. Таким образом, это был второй подряд отменённый чемпионат Европы для юношей до 17 лет.
В турнире должны были принять участие 16 сборных, игроки которых родились после 1 января 2004 года.
Пять лучших команд по итогам турнира должны были квалифицироваться на чемпионат мира до 17 лет.

## Квалификация
В отборочном турнире должны были принять участие 55 из 54 национальных сборных (кроме Кипра, хозяина турнира, получившего автоматическую квалификацию), которые должны были сразиться за 15 оставшихся мест в финальном турнире. Отборочный турнир должен был состоять из двух частей: квалификационного раунда, который должен был пройти осенью 2020 года, и элитного раунда, который должен был состояться весной 2021 года.

### Квалифицировались в финальный турнир
Следующие команды автоматически квалифицировались в финальный турнир на Кипре (который в итоге был отменён):
| Сборная         | Способ квалификации | Участие | В последний раз | Лучший результат                 |
| --------------- | ------------------- | ------- | --------------- | -------------------------------- |
| Республика Кипр | Организатор         | Дебют   | Дебют           | Дебют                            |
| Нидерланды      | Сеянная команда     | 14 раз  | 2019            | Чемпион (2011, 2012, 2018, 2019) |
| Испания         | Сеянная команда     | 14 раз  | 2019            | Чемпион (2007, 2008, 2017)       |